# Sonia Robertson
Sonia Robertson (Burnham Market, 2 de junio de 1947) es una exjugadora zimbabuense de hockey sobre césped. Es hermana de la medallista olímpica Sandra Chick.

## Trayectoria
Robertson representó a la selección de Zimbabue en los Juegos Olímpicos de Moscú 1980. El seleccionado africano no estaba clasificado para disputar el torneo, pero debido al boicot que realizaron varios países a la competencia, obtuvo la invitación para participar en el torneo. En el certamen ganó la primera y única medalla de oro de su selección.